# مؤسسة من القلب إلى القلب الخيرية للعناية بالمجتمع
مؤسسة من القلب إلى القلب هي جمعية خيرية غير ربحية في مدينة كونمينغ بمقاطعة يونان في الصين تقدم خدمات للعمال المهاجرين وأسرهم. سُجلت في ديسمبر / كانون الأول عام 2005 في إدارة الشؤون المدنية في يونان، تقدم المنظمة الخدمة الاجتماعية بالإضافة إلى مجموعة واسعة من الخدمات وتشارك أيضًا في إجراء الأبحاث والمطالبات القانونية.

## المهمة
تتمثل مهمة مؤسسة من القلب إلى القلب في «تطوير رعاية ودعم العمال المهاجرين في المجتمع.» وتهتم بالنساء والأطفال وكبار السن والمعوقين بشكل خاص داخل مجتمع العمال المهاجرين.

## الخدمات

### خدمات الأطفال
تدير مؤسسة من القلب إلى القلب مركز أنشطة للأطفال وسط حي للمهاجرين في كونمينغ. يوفر مركز الأنشطة الرعاية للأطفال بعد المدرسة واللعب ومكتبة ومعلمين متطوعين ودروس بعد المدرسة ويسعى لتطوير اهتمامات الأطفال. كما تنظم مؤسسة من القلب إلى القلب مناسبات للأطفال مثل الألعاب والسينما الليلية، وتوفر نزهات عائلية في عطلة نهاية الأسبوع لعائلات العمال المهاجرين، وتزور المدارس المحلية بشكل دوري. تركز المنظمة على تعزيز سلامة الطفل. وتتعاون مع الشرطة والحكومة المحلية والمجتمع لوضع استراتيجيات لضمان سلامة أطفال العمال المهاجرين، كما تدير برنامجًا للتوعية الشخصية بالسلامة للأطفال. شملت المبادرات السابقة سلسلة من الأنشطة الاجتماعية لعام 2010 بعنوان «التوعية بسلامة الأطفال المهاجرين» ومبادرة 2009-2010 بعنوان «استخدام أساليب التواصل الاجتماعي لاستكشاف طرق ضمان سلامة الأطفال».

### أنشطة التوعية
تنظم مؤسسة من القلب إلى القلب المناسبات الاجتماعية في عطلات نهاية الأسبوع والعطلات الرسمية وعلى مدار الصيف للعمال المهاجرين والمجتمع بشكل عام. تهدف المنظمة من خلال تنظيم تلك المناسبات تحقيق تواصل العمال المهاجرين مع المجتمع وتثقيف المجتمع حول المشاكل التي تواجه العمال المهاجرين من أجل التغلب على التحيزات الموجودة داخل المجتمع. تسمح خدمة الهاتف المحمول للمؤسسة بنشر أعمالها في مجتمعات المهاجرين الأخرى البعيدة وإرسال الأخصائيين الاجتماعيين لزيارة القرى الريفية خارج المدينة.

### مركز موارد إعادة التدوير
يجمع مركز موارد إعادة التدوير التابع للمؤسسة تبرعات من المواد المستعملة ويستخدم العمال المهاجرين لفرز وتنظيف المواد المتبرع بها. ثم تُستخدم بعض هذه السلع في ورشة الحرف اليدوية بينما تباع السلع الأخرى في متجر المساعدة المتبادلة.

### الورشة الخضراء للحرف اليدوية
توظف ورشة الحرف اليدوية النساء المهاجرات وتدربهن على أداء الحرف اليدوية مثل الخياطة والتطريز وتوفر لهنَّ فرص العمل. تنجز النساء التصميمات العامة لإنشاء سلع للبيع، ويستطعن بالإضافة إلى ذلك جلب أطفالهنّ عندما يعملنّ.

### متجر المساعدة المتبادلة
يبيع متجر المساعدة المتبادلة السلع المستعملة للعمال المهاجرين بأسعار مخفّضة. وتعمل مؤسسة من القلب إلى القلب على خلق وعي مجتمعي بالعمال (ذوي القلادات الخضراء) الذين يعملون في قطاع جمع القمامة. وتعتقد المنظمة أنه من خلال زيادة وعي الجمهور ومعرفته بأنواع الوظائف التي يؤديها هؤلاء العمال فإن الجمهور سيمنحهم قدراً أكبر من الاحترام وسيشاركون غالبا في أعمال إعادة التدوير.

### حالات العنف المنزلي
تملك مؤسسة من القلب إلى القلب إحدى الاستراتيجيات لتقديم خدماتها بشكل مباشر داخل الأسر. ترسل المؤسسة أخصائيين اجتماعيين إلى منازل العائلات المهاجرة لتقديم المشورة لجميع أفراد الأسرة في حالات العنف المنزلي.

### الابحاث والدفاع القانوني
تدعم مؤسسة من القلب إلى القلب بانتظام الباحثين من مختلف الكليات والجامعات المهتمين بدراسة القضايا المتعلقة بالعمال المهاجرين، وتدعم أيضًا المدافعين عن القوانين التي يرون أنها ستخفف من المشاكل التي يواجهها العمال المهاجرون. أعدّت المنظمة في عام 2010 تقريرًا للاتحاد النسائي في المقاطعة يحتوي على نصائح في مجال الابحاث والسياسة.

## المؤسسة الاجتماعية: السكن الشبابي الدولي
السكن الشبابي الدولي هو مشروع لتطوير المجتمع أقامته مؤسسة من القلب إلى القلب يقع بالقرب من قرية توان جي على بعد نحو ثلاثين كيلومتراً خارج مدينة كونمينغ، وتستخدمه مؤسسة من القلب إلى القلب كمركز تدريبيي ومرفق ترفيهي. يعمل السكن الشبابي بهدف ربحي وتذهب عائداته لتمويل الخدمات الخيرية فقط. بُني المبنى الذي يضم السكن في الأصل من قبل عائلة باي في عام 1984، وكان يضم في السابق أربعة أجيال من اثني عشر أسرة من أفراد يشكلون أقلية عرقية من شعب باي قبل أن يصبح بحالة سيئة. أُصلح الجزء الخارجي من المبنى، وحُولت المناطق الداخلية إلى غرف ضيوف. تُركت القاعة الرئيسية للمبنى دون اصلاح من أجل إظهار البنية الداخلية التقليدية للمنزل أمام الضيوف.
يحتوي السكن الشبابي على غرف النزلاء ومدرج وغرفة مؤتمرات تتسع لنحو ستين إلى ثمانين شخصًا وموقع للتخييم وساحة فناء ومكتبة ومعرض لتاريخ المدينة والمنطقة المحيطة بها. يوفر السكن الشبابي أيضًا دراجات للإيجار اليومي.
تشمل الأعمال البيئية في سكن الشباب صناعة الأثاث مثل الأسرّة من المواد غير المستخدمة والمُعاد تدويرها وتقديم أوعية لإعادة تدوير الزجاجات والعلب والورق والبطاريات والأكياس البلاستيكية وأغطية الزجاجات ومياه الغسيل. يسخن 60٪ من الماء الساخن في سكن الشباب بواسطة الطاقة الشمسية و98٪ من مصابيحه هي مصابيح موفرة للطاقة الكهربائية أو مصابيح ليد.
السكن الشبابي هو أول سكن للشباب في الصين يوفر العمل للمجتمع الريفي المحيط (والذي يتكون غالبا من أفراد الأقليات العرقية). تشمل المبادرات استضافة الأنشطة التعليمية والثقافية وورش العمل والمحاضرات للمجتمع المحيط والزائرين والشركات والمؤسسات. وتستخدم الأرض المحيطة بالسكن لزراعة المحاصيل العضوية.

### الممولين والشركاء
يأتي تمويل مؤسسة من القلب إلى القلب من الاتحاد النسائي في مقاطعة يونان والاتحاد الدولي للجمعيات الخيرية (أوكسفام) في هونج كونج. وتتلقى المنظمة تمويلًا إضافيًا من كلية تشنغ شينغ في هونغ كونغ ومنظمة العمل الدولية. ومن بين الشركاء الآخرين في المنظمة مكتب يونان للشؤون المدنية ومعهد البحوث الاجتماعية التابع لجامعة يونان ومعهد هونغ كونغ للفنون التطبيقية ومركز بحوث التنمية الاجتماعية في جامعة يونان، تتعاون منظمة من القلب إلى القلب أيضًا مع شركاء في المجتمع المحلي في كونمينغ مثل المدارس الخاصة ولجان الأحياء وقوات الشرطة.
إن السكن الشبابي الدولي لمنظمة من القلب إلى القلب عضو في جمعية سكن الشباب في الصين وعضو في اتحاد جمعيات منازل الشباب الدولية وأيضًا شريك مع جامعة يونان وجامعة هونغ كونغ للفنون التطبيقية وجامعة تايوان الكاثوليكية وجامعة ألاباما وجامعة شيكاغو.

## الجوائز
- جائزة تطبيق التنظيم الاجتماعي من خلال دراسة التوقعات العلمية لنمو الوحدات السكنية المتقدمة من وزارة الشؤون المدنية في الصين في عام 2010.
- جائزة تينسنت للنمذجة المحتملة وجائزة المؤسسة الواحدة للابتكار، وبذلك تكون هي المنظمة المجتمعية الوحيدة التي تحصل على جائزتين على مستوى الدولة في عام 2010.
- جائزة العمل المبتكر لتخفيف حدة الفقر وجائزة التوعية بالسلامة، وهي منظمة الاجتماعية الوحيدة على مستوى الدولة التي تحصل على جائزتين من تجار الصين في عام 2010.
- جائزة جامعة يونان التعاونية لمحاربة المخدرات من عام 2008 وحتى 2010.[10]
- جائزة الوقاية من مرض الايدز وحظر المخدرات من قبل الحزب الشيوعي الصيني لحكومة مقاطعة يونان في عام 2011.
- الجائزة الوطنية الأولى للخدمات الاجتماعية المهنية المتميزة من وزارة الشؤون المدنية الوطنية عام 2012.
- جائزة العمل التطوعي الأولى من وزارة الشؤون المدنية الوطنية في عام 2013.